# Riens du tout
Pour plus de détails, voir Fiche technique et Distribution.
Riens du tout est un film français réalisé par Cédric Klapisch et sorti en 1992.
Il s'agit du premier long métrage réalisé par le cinéaste. Il est nommé au César de la meilleure première œuvre en 1993.

## Synopsis
En 1991, pour n'avoir pas su évoluer, le grand magasin centenaire « Les Grandes Galeries », est au bord de la faillite. Lepetit, le nouveau directeur, dispose d'un an pour redresser la barre, faute de quoi l'établissement sera fermé et son personnel licencié. Il décide d'appliquer de nouvelles méthodes de management par la communication destinées à remobiliser les employés et à leur faire retrouver l'envie du travail de groupe. Au programme : saut à l'élastique et bivouac pour les cadres, travail en groupe, expression corporelle, formation d'une chorale et participation au marathon de Paris.
Peu à peu, Lepetit parvient à remobiliser le personnel et à attirer la clientèle : les résultats s'améliorent, la société fait des bénéfices. Lepetit découvre que les actionnaires n'avaient jamais eu l'intention de donner leur chance aux salariés : le but était d'augmenter le chiffre d'affaires afin de pouvoir revendre le plus cher possible les bâtiments, destinés à devenir un palace. Tout le travail et les efforts du directeur pour restaurer l'esprit d'équipe et renouer avec les bénéfices n'auront servi qu'à augmenter le prix de vente des actions. Les actionnaires ont berné tout le monde depuis le début, à commencer par Lepetit.

## Fiche technique
Sauf indication contraire, les informations mentionnées dans cette section peuvent être confirmées par la base de données cinématographiques IMDb,  présente dans la section « Liens externes ».
- Réalisation : Cédric Klapisch
- Scénario : Cédric Klapisch et Jackie Berroyer
- Musique : Jeff Cohen
- Photographie : Dominique Colin
- Son : François Waledisch
- Montage : Francine Sandberg
- Décors : François Renaud Labarthe
- Production : Xavier Amblard
- Sociétés de production : Les Productions Lazennec ; en coproduction avec MK2 Productions, France 3 Cinéma, Centre européen cinématographique Rhône-Alpes ; avec la participation de Canal+
- Pays de production :  France
- Langue originale : français
- Durée : 95 minutes
- Genre : comédie
- Date de sortie :
  - France : 11 novembre 1992

## Distribution
- Fabrice Luchini : Monsieur Lepetit
- Daniel Berlioux : Jacques Martin
- Marc Berman : Michel Pizzutti
- Olivier Broche : Lefèvre
- Antoine Chappey : François
- Jean-Pierre Darroussin : Domrémy
- Aurélie Guichard : Vanessa
- Billy Komg : Mamadou
- Odette Laure : Madame Yvonne
- Elizabeth Macocco : Madame Dujardin
- Marc Maury : Johnny Bonjour
- Pierre-Olivier Mornas : Roger Blanchard
- Jean-Michel Martial : Hubert
- Maïté Nahyr : la directrice de coordination
- Fred Personne : Monsieur Roi
- Lucette Raillat : Micheline
- Éric Rey : Fred
- Nathalie Richard : Claire
- Marie Riva : Zaza
- Sophie Simon : Pat
- Zinedine Soualem : Aziz
- Marina Tomé : la monitrice sourire
- Karin Viard : Isabelle
- Coraly Zahonero : Véronique
- Simon Abkarian : le danseur grec
- Christine Culerier : la femme de Lefèvre
- Pascal Quéneau : un moniteur
- Olivier Rabourdin : le chanteur dans le métro
- Claire Wauthion : Madame Lepetit
- Consuelo de Haviland : la journaliste
- Cédric Klapisch : un client lors de la période de Noël utilisant un caméscope (non crédité)
- Laurence Ferreira Barbosa : une femme à la terrasse du café (non créditée)
- Renée Le Calm : une passagère du métro (non crédité)

## Production
Il s'agit du premier long métrage réalisé par le cinéaste. Ce dernier coécrit également le scénario avec Jackie Berroyer.
Le tournage s'est déroulé au viaduc de la Souleuvre (scène du saut à l'élastique), à Valence dans la Drôme, de décembre 1991 à janvier 1992, où tous les intérieurs du grand magasin (l'actuel centre Victor-Hugo, les anciennes Aux Dames de France) ont été reconstitués et à Paris :
- Dernière image du générique de début : Jean-Pierre Darroussin sur la terrasse d'un appartement situé boulevard Bourdon, avec vue sur la place de la Bastille),
- Sortie d'une station sur la ligne 2 du métro de Paris,
- Arrière du bus 75 et arrêt "Lazennec" (nom de la société de production) sur la ligne 75,
- Les marches du Palais omnisports de Paris-Bercy, à la sortie du séminaire d'entreprise,
- La rue de Rivoli, l'avenue Foch, l’avenue de Breteuil, le port de la Tournelle, le quai de l’Archevêché et l'université Paris-Dauphine pendant le Marathon de Paris.

## Accueil
Le film attire 494 627 spectateurs dans les salles françaises.

## Distinctions
- César 1993 : nommé dans la catégorie meilleure première œuvre[1]
- Bogota Film Festival 1995 : prix Bronze Precolumbian Circle